# Resposta de sobressalto
Em animais, incluindo humanos, a resposta de sobressalto é uma reação defensiva amplamente inconsciente a estímulos repentinos ou ameaçadores, como ruídos repentinos ou movimentos bruscos, e está associada a afeto negativo. Geralmente, o início da resposta de susto é uma reação reflexa de susto. O reflexo de susto é uma reação reflexiva do tronco encefálico (reflexo) que serve para proteger partes vulneráveis, como a nuca (sobressalto de corpo inteiro) e os olhos (piscar de olhos), e facilita a fuga de estímulos repentinos. Ela é encontrada em muitas espécies diferentes, em todos os estágios da vida. Uma variedade de respostas pode ocorrer dependendo do estado emocional do indivíduo afetado, postura corporal, preparação para execução de uma tarefa motora, ou outras atividades.

## Reflexo de susto

### Neurofisiologia

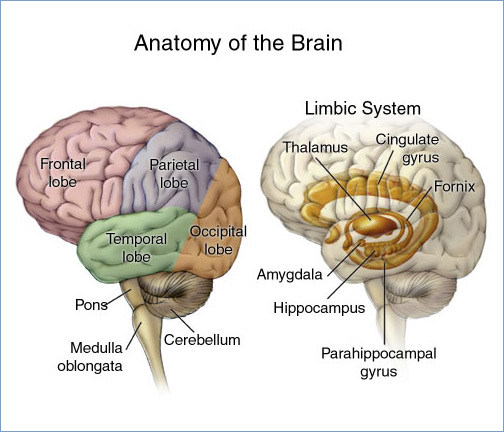
Layout do cérebro

Um reflexo de susto pode ocorrer no corpo por meio de uma combinação de ações. Um reflexo ao ouvir um barulho alto repentino ocorrerá na via primária do reflexo acústico de sobressalto, que consiste em três sinapses centrais principais, ou sinais que viajam pelo cérebro.
Primeiro, há uma sinapse das fibras do nervo auditivo no ouvido para os neurônios da raiz coclear (CRN). Esses são os primeiros neurônios acústicos do sistema nervoso central. Estudos mostraram uma correlação direta entre a quantidade de diminuição do sobressalto e o número de CRNs que foram mortos. Em segundo lugar, há uma sinapse dos axônios do CRN para as células do núcleo reticular da ponte caudal (PnC) do cérebro. Esses são neurônios que estão localizados na ponte do tronco encefálico. Um estudo feito para interromper essa parte da via pela injeção de produtos químicos inibidores de PnC mostrou uma redução drástica na quantidade de sobressalto em cerca de oitenta a noventa por cento. Terceiro, ocorre uma sinapse dos axônios PnC para os neurônios motores no núcleo motor facial ou na medula espinhal que controlarão direta ou indiretamente o movimento dos músculos. A ativação do núcleo motor facial causa um movimento brusco da cabeça, enquanto uma ativação na medula espinhal faz com que todo o corpo se assuste.
Durante os exames neuromotores de recém-nascidos, observa-se que, para uma série de técnicas, os padrões da reação de sobressalto e do reflexo de Moro podem se sobrepor significativamente, sendo a distinção notável a ausência de abdução do braço (afastamento) durante as respostas de sobressalto.

### Reflexos
Há muitos reflexos diferentes que podem ocorrer simultaneamente durante uma resposta de susto. O reflexo mais rápido registrado em humanos ocorre no músculo masseter ou no músculo da mandíbula. O reflexo foi medido pela eletromiografia, que registra a atividade elétrica durante o movimento dos músculos. Isso também mostrou que a latência de resposta, ou o atraso entre o estímulo e a resposta registrada, foi de cerca de quatorze milissegundos. Descobriu-se que o piscar de olhos, que é o reflexo do músculo orbicular do olho, tem uma latência de cerca de vinte a quarenta milissegundos. Das partes maiores do corpo, a cabeça é a mais rápida em latência de movimento, na faixa de sessenta a cento e vinte milissegundos. O pescoço então se move quase simultaneamente com uma latência de 75 a 121 milissegundos. Em seguida, os ombros se contraem a cada 100 a 121 milissegundos, junto com os braços a cada 125 a 195 milissegundos. Por fim, as pernas respondem com uma latência de 145 a 395 milissegundos. Este tipo de resposta em cascata está correlacionado com a forma como as sinapses viajam do cérebro e descem pela medula espinhal para ativar cada neurônio motor.

### Reflexo de sobressalto acústico
Acredita-se que o reflexo de sobressalto acústico seja causado por um estímulo auditivo maior que oitenta decibéis. O reflexo é normalmente medido por eletromiografia, imagens cerebrais ou, às vezes, tomografia por emissão de pósitrons. Acredita-se que muitas estruturas e vias cerebrais estejam envolvidas no reflexo. Acredita-se que a amígdala, o hipocampo, o núcleo do leito da estria terminal (BNST) e o córtex cingulado anterior desempenham um papel na modulação do reflexo. Acredita-se que o córtex cingulado anterior no cérebro seja a principal área associada à resposta emocional e à consciência, o que pode contribuir para a maneira como um indivíduo reage a estímulos que induzem sobressalto. Junto com o córtex cingulado anterior, sabe-se que a amígdala e o hipocampo têm implicações nesse reflexo.
Sabe-se que a amígdala desempenha um papel na "resposta de luta ou fuga", e o hipocampo funciona para formar memórias do estímulo e das emoções a ele associadas. O papel do BNST no reflexo de sobressalto acústico pode ser atribuído a áreas específicas dentro do núcleo responsáveis pelas respostas de estresse e ansiedade. Acredita-se que a ativação do BNST por certos hormônios promova uma resposta de sobressalto. A via auditiva para essa resposta foi amplamente elucidada em ratos na década de 1980. A via básica segue a via auditiva do ouvido até o núcleo do lemnisco lateral (LNL), de onde ativa um centro motor na formação reticular. Este centro envia projeções descendentes para os neurônios motores inferiores dos membros.
Em mais detalhes, isso corresponde a ouvido (cóclea) → nervo craniano VIII (auditivo) → núcleo coclear (ventral/inferior) → LNL → núcleo reticular pontino caudal (PnC). Todo o processo tem menos de dez milissegundos de latência. Não há envolvimento do colículo superior/rostral ou inferior/caudal na reação que "contrai" os membros posteriores, mas estes podem ser importantes para o ajuste das pinas e do olhar na direção do som, ou para o piscar associado.

### Aplicação em ambientes ocupacionais
Um estudo realizado em 2005 por pesquisadores do Departamento de Aviação e Logística da Universidade do Sul de Queensland analisou o desempenho de pilotos de aeronaves após eventos críticos inesperados. Analisando uma série de acidentes aéreos recentes, os autores identificaram o impacto negativo da resposta de sobressalto como causal ou contribuinte para esses acidentes. Os autores argumentaram que o medo resultante da ameaça, especialmente se for uma ameaça à vida, provocou efeitos de sobressalto que tiveram um impacto negativo sério no desempenho dos pilotos. O estudo considerou estratégias de formação para resolver este problema, incluindo a exposição dos pilotos a eventos críticos inesperados com maior frequência, permitindo-lhes melhorar as suas respostas.